# Tin Pei Ling

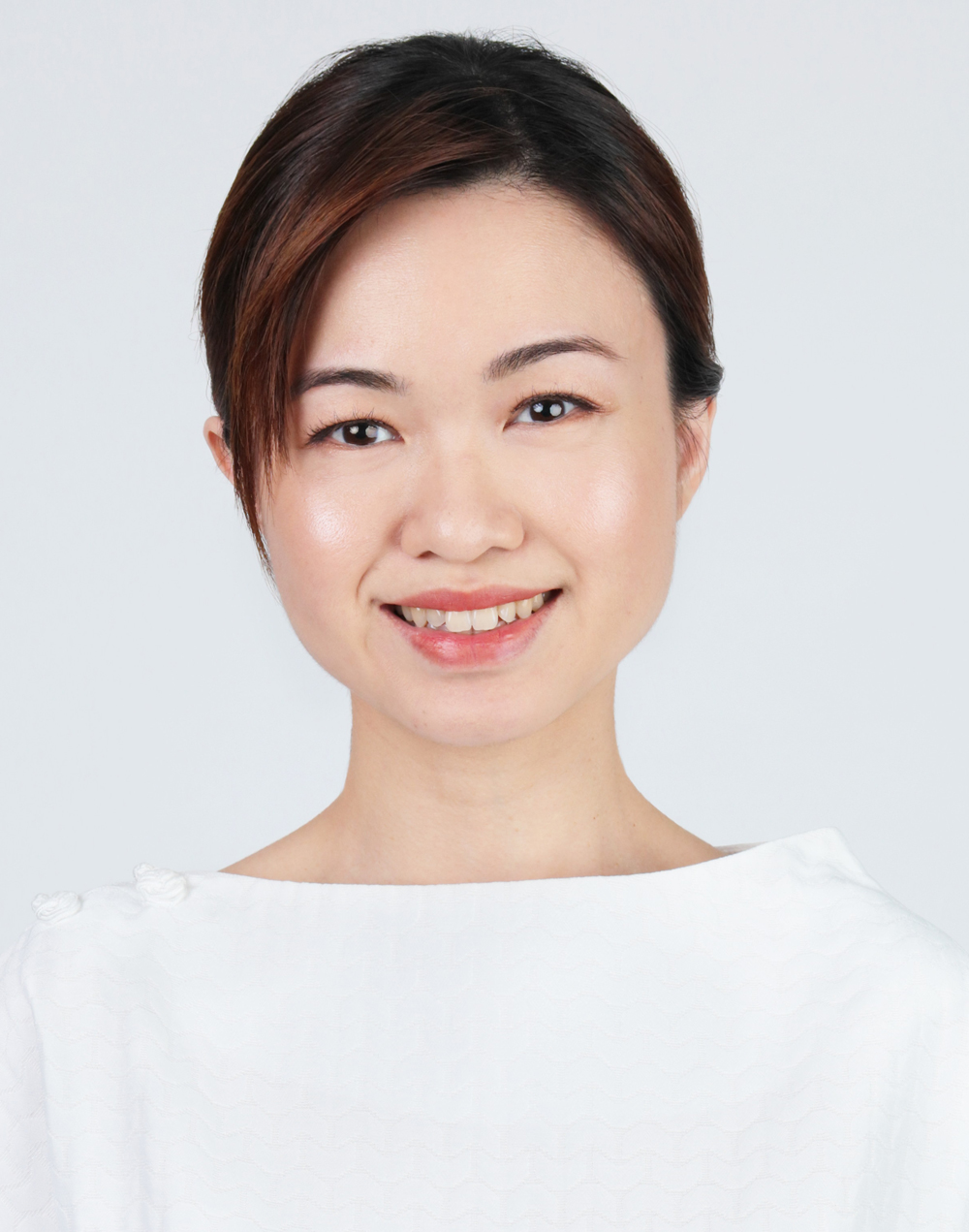
Tin Pei Ling, 2021

Tin Pei Ling (* 23. Dezember 1983 in Singapur) ist eine singapurische Politikerin (PAP) und als Abgeordnete der MacPherson Single Member Constituency und Mitglied der People’s Action Party im singapurischen Parlament. Tin war die jüngste Kandidatin der PAP und auch die jüngste Abgeordnete, welche bei den Parlamentswahlen im Jahr 2011 in das Parlament gewählt wurde. Derzeit ist sie Vorsitzende der Young PAP, einer Jugendorganisation der PAP und Mitglied des Community Development Welfare Fund Committee.

## Ausbildung
Tin besuchte während ihrer Jugend von 1996 bis 2001 die Crescent Girls’ School und das Hwa Chong Junior College in Singapur. Von 2002 bis 2007 studierte sie Psychologie an der National University of Singapore und schloss ihr Studium mit einem Bachelor of Social Science ab.

## Karriere
Vor der Bildung des 17. Young PAP-Exekutivkomitees anlässlich der Wahlen im Jahr 2011 war Tin stellvertretende Schatzmeisterin für die Young PAP und Vertreterin der Ulu Pandan Single Member Constituency.

### Parlamentswahlen 2011
Bei den Parlamentswahlen im Jahr 2011 wurde Tin neben dem ehemaligen Premierminister Goh Chok Tong als Kandidatin für die Marine Parade Group Representation Constituency ausgewählt. Nachdem sie sieben Jahre lang Mitglied der Ulu Pandan Single Member Constituency der Young PAP war, wurde sie von der PAP als Kandidatin ausgewählt, um die „unvorhersehbarste Bevölkerungsgruppe“, die Erstwähler anzusprechen. Am Wahltag gewann die PAP den Wahlkreis Marine Parade Group Representation Constituency mit 56,65 % der Stimmen und besiegte somit die National Solidarity Party. Goh Chok Tong gab nach der Wahl zu, dass das negative Image der Öffentlichkeit von Tin ein Faktor für die schwächere Leistung der Partei bei diesen Wahlen gewesen sei. Am 1. Juni 2011 gab Tin bekannt, dass sie aufgrund von Misserfolgen von ihrer Senior-Associate-Position bei Ernst & Young zurückgetreten ist, wo sie vier Jahre lang gearbeitet hatte. Sie wolle sich nach dem Rücktritt stärker auf ihre Arbeit als Abgeordnete fokussieren.
Als Tin als Kandidatin für das Parlament im Jahr 2011 vorgestellt wurde, führte dies zu einer großen Online-Gegneraktion. Während des Wahlkampfes erhielt Tin aufgrund ihrer Unreife als Abgeordnete negative Beachtung und es wurde auch darauf hingewiesen, dass ihr Mann durch gute politische Beziehungen ihr die Türen zur Politik geöffnet habe. Als ein Foto auf ihrer Facebook-Seite auftauchte, wo sie mit einem Geschenk ihres Mannes von der Luxusmarke Kate Spade New York posierte, wurde ihr Ignoranz und Materialismus vorgeworfen. Außerdem wurde Tin von den Wählern nicht ernst genommen. Auf die Frage, ob es eine PAP-Vorgabe gäbe, die sie ändern würde, antwortete sie, dass es keine bestimmte gibt, wo sie gegen sei. Auf eine weitere Frage, was ihr größtes Bedauern sei, antwortete sie, dass die ihr noch lebenden Eltern nicht in die Universal Studios Singapore gebracht hat.
Da die negativen Kommentare zu Tins Person im Internet immer mehr wurden, verteidigte sie Goh Chok Tong bei der Presse. Er sagte, dass er Tin akzeptiert hatte, da er nicht glaubt, dass sie eine schwache Kandidatin sei. Er wies die Kritik an ihrer Person zurück. Außerdem erwähnte er, dass die wenigen positiven Kommentare aus einer zu oberflächlichen Sichtweise geschrieben wurden. Goh glaubte immer noch daran, dass Tin sehr hart daran arbeiten würde, um sich an die Jugend und auch an die älteren Menschen wenden zu können. Er möchte, dass sie mehr unternimmt, um den alten Menschen zu helfen. Zum Abschluss sagte er, dass Tin zu gegebener Zeit eine gute Abgeordnete sein wird.
Nicole Seah von der National Solidarity Party reichte bei der Abteilung für Wahlen Beschwerde gegen Tin ein, da sie die 24 Stunden Bedenkzeit vor der Wahl nicht gewahrt hat und unerlaubt am Wahltag für ihre Partei geworben hat. Nach dem Gesetz über Parlamentswahlen in Singapur ist das Werben am Wahltag und am Ruhetag verboten. Bei Nichteinhaltung droht eine Geld- oder auch eine Freiheitsstrafe oder beides. Tin sagte, dass eine Mitarbeiterin auf ihrem Facebook-Account angemeldet war und diese versehentlich die Nachricht gesendet hat, mit dem Glauben auf ihrem Account zu sein. Am Ende stellte sich heraus, dass Nicole Seah ein ähnliches Vergehen begangen hatte. Die Polizei warnte Tin und auch Seah und es kam zu keiner weiteren Strafverfolgung.

## Privates Leben
Tin ist mit Ng How Yue, dem zweiten ständigen Sekretär im Ministerium für Handel und Industrie und ehemaliger Hauptprivatsekretär von Premierminister Lee Hsien Loong, verheiratet. Sie hat zusammen mit ihm ein Kind, das am 5. August 2015 geboren wurde und Ng Kee Hau heißt.